# Liste der denkmalgeschützten Objekte in Großhöflein
Die Liste der denkmalgeschützten Objekte in Großhöflein enthält die 21 denkmalgeschützten, unbeweglichen Objekte der burgenländischen Marktgemeinde Großhöflein.

## Denkmäler
| Foto |                 | Denkmal | Standort                                                                    | Beschreibung | Metadaten |
| ---- | --------------- | --- | --------------------------------------------------------------------------- | --- | --- |
| ja   | Datei hochladen | Ehem. Jagd- und Lustschloss am Föllig HERIS-ID: 57164seit 2022                                                            | Am Föllig 1, westlich Standort KG: Großhöflein                              | Das Jagdschlösschen der Familie Esterházy auf dem Fölligberg wurde in der 2. Hälfte des 18. Jahrhunderts erbaut und ist heute eine Ruine. Es besteht aus einem achteckigen Mittelteil und zwei Seitenflügeln.                            | BDA-Hist.: Q106655704 Status: Bescheid Stand der BDA-Liste: 2025-06-30 Name: Ehem. Jagd- und Lustschloss am Föllig GstNr.: 2898 Schlossruine auf dem Föllig                  |
| ja   | Datei hochladen | Wohnhaus, ehem. Wirtschaftstrakt des ehem. Fürstlich Esterházy’schen Edelhofs HERIS-ID: 112734 Objekt-ID: 130947seit 2017 | Edelhof 6 Standort KG: Großhöflein                                          | | BDA-Hist.: Q37831832 Status: Bescheid Stand der BDA-Liste: 2025-06-30 Name: Wohnhaus, ehem. Wirtschaftstrakt des ehem. Fürstlich Esterházy’schen Edelhofs GstNr.: 77/7       |
| ja   | Datei hochladen | Bildstock Maria Schnee HERIS-ID: 57163 Objekt-ID: 66942seit 2016                                                          | bei Eisenstädter Straße 19 Standort KG: Großhöflein                         | | BDA-Hist.: Q38074888 Status: Bescheid Stand der BDA-Liste: 2025-06-30 Name: Bildstock Maria Schnee GstNr.: 4677/1                                                            |
| ja   | Datei hochladen | Florianikapelle HERIS-ID: 29125 Objekt-ID: 25757                                                                          | gegenüber Florianigasse 6 Standort KG: Großhöflein                          | Ein neugotischer Sakralbau aus dem Jahr 1888 mit einem barocken Altar. | BDA-Hist.: Q37924175 Status: § 2a Stand der BDA-Liste: 2025-06-30 Name: Florianikapelle GstNr.: 4619                                                                         |
| ja   | Datei hochladen | Gnadenstuhl HERIS-ID: 29127 Objekt-ID: 25759                                                                              | gegenüber Hauptstraße 2 Standort KG: Großhöflein                            | Ein Tabernakelpfeiler mit einem Gnadenstuhl, bezeichnet 1631. | BDA-Hist.: Q37924202 Status: § 2a Stand der BDA-Liste: 2025-06-30 Name: Gnadenstuhl GstNr.: 4396                                                                             |
| ja   | Datei hochladen | Pleiningerhaus bzw. Radegundiszeche mit Radegundiskapelle HERIS-ID: 29107 Objekt-ID: 25737                                | Hauptstraße 3 Standort KG: Großhöflein                                      | Ein zweigeschoßiges Bürgerhaus mit sechs Achsen aus dem 18. Jahrhundert. | BDA-Hist.: Q37923994 Status: Bescheid Stand der BDA-Liste: 2025-06-30 Name: Pleiningerhaus bzw. Radegundiszeche mit Radegundiskapelle GstNr.: 40 Pleiningerhaus, Großhöflein |
| ja   | Datei hochladen | Ehem. Edelhof mit ehem. Badhaus HERIS-ID: 29109 Objekt-ID: 25739                                                          | Hauptstraße 14 Standort KG: Großhöflein                                     | Der um 1600 entstandene zweigeschoßige Bau mit weitem Hof war die ehemalige Residenz von Nikolaus Esterházy war. | BDA-Hist.: Q37924026 Status: Bescheid Stand der BDA-Liste: 2025-06-30 Name: Ehem. Edelhof mit ehem. Badhaus GstNr.: 74/2, 75, 76, 77/2, 77/3                                 |
| ja   | Datei hochladen | Rathaus/Gemeindeamt HERIS-ID: 29108 Objekt-ID: 25738                                                                      | Hauptstraße 37 Standort KG: Großhöflein                                     | Laut Inschrifttafel 1675 erbaut. Ein dreigeschoßiger Hoftrakt und zur Straße hin eine eingeschoßige Front mit vier Fensterachsen. | BDA-Hist.: Q37924010 Status: § 2a Stand der BDA-Liste: 2025-06-30 Name: Rathaus/Gemeindeamt GstNr.: 343 Rathaus Großhöflein                                                  |
| ja   | Datei hochladen | Marienkrönungssäule (Pest/Dreifaltigkeitssäule) HERIS-ID: 29118 Objekt-ID: 25750                                          | gegenüber Hauptstraße 61 Standort KG: Großhöflein                           | Ein Sockel mit Relief des hl. Franz Xaver, auf dessen Deckplatte die Steinfiguren der Pestheiligen und eine korinthische Säule mit der Marienkrönung.                                                                                    | BDA-Hist.: Q37924085 Status: § 2a Stand der BDA-Liste: 2025-06-30 Name: Marienkrönungssäule (Pest/Dreifaltigkeitssäule) GstNr.: 358/1 Pestsäule Großhöflein                  |
| ja   | Datei hochladen | Antonikapelle HERIS-ID: 29111 Objekt-ID: 25741                                                                            | Hauptstraße 130a Standort KG: Großhöflein                                   | Ein kleiner barocker Bau mit Dachreiter, der laut Inschrifttafel 1730 gestiftet wurde. | BDA-Hist.: Q37924040 Status: § 2a Stand der BDA-Liste: 2025-06-30 Name: Antonikapelle GstNr.: 358/2 Antonikapelle Großhöflein                                                |
| ja   | Datei hochladen | Kath. Pfarrkirche, hl. Johannes d. Täufer HERIS-ID: 29106 Objekt-ID: 25736                                                | Kirchenplatz 1 Standort KG: Großhöflein                                     | Eine spätgotische Kirche, die 1669 um eine Sakristei erweitert wurde. Der vorgelagerte viergeschoßige Turm wurde 1675 errichtet. | BDA-Hist.: Q23541790 Status: § 2a Stand der BDA-Liste: 2025-06-30 Name: Kath. Pfarrkirche, hl. Johannes d. Täufer GstNr.: 5 Saint John the Baptist Church (Großhöflein)      |
| ja   | Datei hochladen | Figurenbildstock, hl. Johannes Nepomuk HERIS-ID: 29117 Objekt-ID: 25749                                                   | bei Kirchenplatz 1 Standort KG: Großhöflein                                 | Vor der Kirche, aus der Zeit um 1730. | BDA-Hist.: Q37924057 Status: § 2a Stand der BDA-Liste: 2025-06-30 Name: Figurenbildstock, hl. Johannes Nepomuk GstNr.: 5                                                     |
| ja   | Datei hochladen | Wohnhaus, Haus Szauer HERIS-ID: 113906 Objekt-ID: 132294seit 2021                                                         | Magdalenenweg 3 Standort KG: Großhöflein                                    | Es handelt sich um das selbst entworfene Wohnhaus des Architekten Matthias Szauer, einem Hauptvertreter des Brutalismus im Burgenland.                                                                                                   | BDA-Hist.: Q105675419 Status: Bescheid Stand der BDA-Liste: 2025-06-30 Name: Wohnhaus, Haus Szauer GstNr.: 4839, 4840, 4843                                                  |
| ja   | Datei hochladen | Figurenbildstock, Ecce Homo HERIS-ID: 29120 Objekt-ID: 25752                                                              | südöstlich Mandelweg 6, an der Eisenstädter Straße Standort KG: Großhöflein | Der Bildstock steht östlich der Gemeinde an der Straße nach Kleinhöflein. Der Sankt Margarethener Steinmetz und Bildhauer Martin Kugler errichtete diesen reliefierte Pfeiler mit Leidenswerkzeugen, der heute eine moderne Figur trägt. | BDA-Hist.: Q37924108 Status: § 2a Stand der BDA-Liste: 2025-06-30 Name: Figurenbildstock, Ecce Homo GstNr.: 4752                                                             |
| ja   | Datei hochladen | Ecce Homo-Pfeiler HERIS-ID: 113853 Objekt-ID: 132238seit 2021                                                             | gegenüber Ödenburger Straße 12 Standort KG: Großhöflein                     | | BDA-Hist.: Q105675414 Status: Bescheid Stand der BDA-Liste: 2025-06-30 Name: Ecce Homo-Pfeiler GstNr.: 178                                                                   |
| ja   | Datei hochladen | Pranger HERIS-ID: 29126 Objekt-ID: 25758                                                                                  | bei Raiffeisenplatz 2a Standort KG: Großhöflein                             | Ein zweigeschoßiger, achtseitiger Pfeiler mit einer Pyramidenspitze. | BDA-Hist.: Q37924188 Status: § 2a Stand der BDA-Liste: 2025-06-30 Name: Pranger GstNr.: 358/1                                                                                |
| ja   | Datei hochladen | Pestkapelle HERIS-ID: 29121 Objekt-ID: 25753                                                                              | bei Schulgasse 1 Standort KG: Großhöflein                                   | Ein Breitpfeiler mit geschweiftem Giebel aus dem Jahr 1716. Das Ölbild ist laut Inschrift 1915 erneuert worden. | BDA-Hist.: Q37924122 Status: § 2a Stand der BDA-Liste: 2025-06-30 Name: Pestkapelle GstNr.: 424                                                                              |
| ja   | Datei hochladen | Friedhofskapelle und Kriegerdenkmal HERIS-ID: 29122 Objekt-ID: 25754                                                      | bei Wiener Straße 18, im Ortsfriedhof Standort KG: Großhöflein              | Ein klassizistischer Giebelbau aus dem Jahr 1833. | BDA-Hist.: Q37924137 Status: § 2a Stand der BDA-Liste: 2025-06-30 Name: Friedhofskapelle und Kriegerdenkmal GstNr.: 4399                                                     |
| ja   | Datei hochladen | Figurenbildstock, sog. Türkenkreuz/Ecce Homo HERIS-ID: 29124 Objekt-ID: 25756                                             | bei Wiener Straße 18 Standort KG: Großhöflein                               | Auf einem quadratischen Pfeiler eine Ecce-Homo-Figur. Datiert mit 1668. | BDA-Hist.: Q37924162 Status: § 2a Stand der BDA-Liste: 2025-06-30 Name: Figurenbildstock, sog. Türkenkreuz/Ecce Homo GstNr.: 4382/7                                          |
| ja   | Datei hochladen | Bildstock, sog. Sebastianikreuz HERIS-ID: 29128 Objekt-ID: 25760                                                          | gegenüber Wiener Straße 88 Standort KG: Großhöflein                         | Ein breiter kapellenartiger Nischenbau, der mit 1657 datiert ist. Auf dem Dach befindet sich die Steinfigur des hl. Sebastian, die 1906 erneuert wurde.                                                                                  | BDA-Hist.: Q37924231 Status: Bescheid Stand der BDA-Liste: 2025-06-30 Name: Bildstock, sog. Sebastianikreuz GstNr.: 4204/1 Sebastiankreuz Großhöflein                        |
| ja   | Datei hochladen | Bildstock, Weißes Kreuz HERIS-ID: 29123 Objekt-ID: 25755                                                                  | Standort KG: Großhöflein                                                    | Das Weiße Kreuz steht nördlich der Ortschaft im Leithawald und ist am Pfeiler mit 1656 bezeichnet. | BDA-Hist.: Q37924151 Status: § 2a Stand der BDA-Liste: 2025-06-30 Name: Bildstock, Weißes Kreuz GstNr.: 5317 Weißes Kreuz, Großhöflein                                       |